# Donazione (diritto)
La donazione è il negozio giuridico col quale una parte, il donante, intenzionalmente arricchisce l'altra, il donatario, disponendo di un proprio diritto - o obbligandosi a disporne - senza conseguire un corrispettivo.

## Nozione e struttura
Ai sensi dell'art. 769 del codice civile, la donazione è un contratto: infatti per il suo perfezionamento serve l'incontro delle dichiarazioni di entrambe le parti. Il codice del 1865 definiva la donazione come atto unilaterale e la accostava pertanto al testamento.
Da un lato troviamo la manifestazione di volontà di una parte di arricchire l'altra parte senza corrispettivo, dall'altro lato troviamo la volontà del donatario di accettare l'arricchimento; trova qui piena applicazione la regola secondo cui invito beneficium non datur, in origine posta a presidio di una assoluta intangibilità della sfera giuridica di ogni individuo e ora - nell'attuale ordinamento - rilevante solo nei limiti in cui il beneficio non rechi oneri o obblighi con sé (si pensi alla donazione di un edificio e ai connessi oneri di manutenzione).
Secondo alcune tesi, pur essendo la donazione un contratto, è inammissibile un preliminare di donazione, vista la sua spontaneità, infatti sarebbe esclusa da un contratto volto a creare l'obbligo di concludere una donazione.
A ciò si è obiettato che la spontaneità dell'attribuzione verrebbe anticipata dal contratto preliminare, non per questo elisa, sì che la sequenza preliminare di donazione/atto definitivo di attribuzione continuerebbe a soddisfare i requisiti di cui all'art. 769 C.C.
Eguale contrasto accompagna la sorte della promessa di donazione.
Inoltre, non rientra nella categoria delle "donazioni" il negozio di dotazione delle fondazioni, costituito per atto inter vivos.

## Funzione (causa) della donazione
Il contratto di donazione sorge allo scopo di arricchire un altro soggetto: quindi elementi della donazione sono lo spirito di liberalità e l'arricchimento.
Lo spirito di liberalità (animus donandi) è, secondo la dottrina maggioritaria, la causa del contratto, la quale, anche per la donazione, va distinta dai motivi, i quali per regola generale restano al di fuori della convenzione. Arduo è, invece, definire siffatto spirito di liberalità in quanto la dottrina e la giurisprudenza, pur condividendo la tesi che in esso risieda la causa del negozio in parola, offrono di esso molteplici descrizioni. In via generale per spirito di liberalità può intendersi l'intento altruistico di beneficiare il donatario. Di ciò un'eco negli atti notarili, soprattutto di qualche decennio or sono, ove il donatario dichiara di accettare "con animo grato", quale volontà correlata all'intento altruistico del donante.
Altre tesi, di tipo oggettivistico, ritengono invece che la funzione della donazione consista unicamente nell'attribuire un proprio bene ad altri senza conseguire un corrispettivo. Lo spirito di liberalità, preteso dall'art. 769 C.C., non atterrebbe alla causa del negozio, ma servirebbe solo a colorare l'intenzionalità dell'attribuzione non bilanciata economicamente dal corrispettivo.
È donazione anche l'arricchimento remuneratorio, cioè quello fatto per riconoscenza, a fronte dei meriti del donatario o per speciale remunerazione (art. 770 C.C.).
A differenza di quella ordinaria, la donazione remuneratoria è irrevocabile e non obbliga il donatario a prestare gli alimenti al donante; comporta invece, a carico del donatario, la garanzia dei vizi per l'evizione.
Non è donazione la liberalità attuata in considerazione dei servizi resi al donatario, se non eccede i limiti di una stretta proporzionalità, né la liberalità d'uso.

## L'arricchimento
L'arricchimento è l'incremento del patrimonio del donatario e, come visto, si può realizzare disponendo a favore di questi di un diritto oppure obbligandosi a una prestazione di dare (cosiddetta donazione obbligatoria).
Si discute se tale nozione debba essere intesa in senso economico, oppure esclusivamente giuridico, quale attribuzione di un diritto. Accogliendo la prima tesi, maggioritaria, ne deriva che, in ordine alla donazione modale, il modus non può, al momento del perfezionamento dell'atto, essere di valore tale da depauperare per intero il valore della donazione.
La donazione è un contratto animato da spirito di liberalità. È infatti necessario che il donante si privi di un proprio bene (depauperamento) in favore dell'arricchimento del donatario (ossia del soggetto a favore del quale è fatta la donazione).
Si distingue dalla donazione il contratto a titolo gratuito, dove l'assenza di corrispettivo non equivale a spirito di liberalità. Classico esempio di contratto a titolo gratuito è quello concluso dal giovane violinista che si esibisce gratuitamente per uno spettacolo, al fine di farsi pubblicità. Il cosiddetto ritorno pubblicitario rappresenta infatti un valido interesse patrimoniale che giustifica causalmente il contratto a titolo gratuito. Al contrario, nella donazione non sussiste alcun interesse patrimoniale del donante.

## Donazione indiretta
Lo scopo di arricchire una persona si può raggiungere anche indirettamente, avvalendosi di atti che hanno una causa diversa.
In tali casi si parla spesso di donazione indiretta: il caso più frequente è quello della vendita di una cosa a un prezzo inferiore al suo valore (negotium mixtum cum donatione): tali negozi attuano sia la causa di scambio, sia quella donativa.
Rientrano tra le donazioni indirette anche i seguenti casi: il pagamento di un debito altrui (il genitore che paga un debito del figlio), la remissione del debito (il creditore cancella un debito al suo debitore), il procurare l'acquisto di un bene a un terzo o, intervenendo all'atto di acquisto per pagare il relativo prezzo, o fornendo al terzo il denaro necessario per l'acquisto, o apponendo al contratto di acquisto una clausola che comporti l'intestazione del bene a favore del terzo che si intende beneficiare (contratto a favore del terzo).
Oltre alla sproporzione oggettiva fra le due prestazioni, serve che questa sproporzione sia voluta dalla parte che la subisce, allo scopo di dar vita a una liberalità. Questo fine è necessario che sia noto alla controparte.
La donazione indiretta non soggiace a tutte le norme in tema di donazione, ma soltanto ad alcune, soprattutto quelle in tema di riduzione e collazione.
Non necessita della forma pubblica.
Per una parte della dottrina, la donazione indiretta rientra fra i negozi indiretti. Va in ogni caso distinta dalla donazione simulata:
- Nella donazione indiretta il negozio apparente è quello effettivamente voluto, in quanto non c'è differenza fra volontà e dichiarazione;
- Nella donazione simulata, invece, il contratto apparente non corrisponde alla reale volontà delle parti, che fanno assumere la parvenza di un negozio oneroso alla loro volontà di stipulare un contratto gratuito.

## Requisiti e disciplina
La "capacità di donare" è regolata dai principi generali: non possono donare i minori, gli interdetti, gli inabilitati, gli incapaci naturali.
Parziale eccezione è prevista per le donazioni obnuziali (ovvero, quelle fatte a causa di matrimonio): sono valide se fatte con l'assistenza di chi esercita la potestà (o la tutela o la curatela) le donazioni fatte nel contratto di matrimonio dal minore o dall'inabilitato.
Le persone giuridiche possono donare se così è previsto nello statuto o nell'atto costitutivo, e nei limiti di tali discipline.
La donazione è un atto personale del donante: perciò, la scelta del donatario o dell'oggetto della donazione deve essere frutto dell'esclusiva volontà del donante, quindi non è una decisione che può essere rimessa al rappresentante. Perciò, è nullo il mandato a donare quando attribuisce ad altri proprio la facoltà di operare le anzidette scelte (articolo 778). È invece possibile rimettere al mandatario la scelta fra determinate categorie di persone o la scelta dell'oggetto della donazione fra più cose comunque indicate dal donante. In questi casi, dato che la donazione richiede la forma per atto pubblico, visto l'articolo 1392 in tema di forma della procura, la stessa forma sarà richiesta anche per la procura a donare.
Circa la "capacità di ricevere per donazione", c'è parallelismo con la normativa a tal riguardo adottata per il testamento.
Così, il figlio di una persona vivente al tempo della donazione, anche se ancora non concepito, può ricevere; analogamente, possono ricevere le persone giuridiche (al riguardo non è più richiesta l'autorizzazione amministrativa all'accettazione, essendo stato abrogato l'articolo 17 del Codice civile). Si può donare anche a favore di un ente non riconosciuto, senza che l'efficacia della donazione sia più subordinata alla richiesta di riconoscimento (sono stati abrogati, infatti, gli articoli 600 e 786 c.c.).
È ammessa la donazione a favore di figli naturali non riconoscibili e, dopo l'intervento della Corte Costituzionale che ha giudicato illegittimo l'articolo 781, sono ammissibili anche le donazioni tra coniugi. Non è invece ammessa la donazione a favore del tutore (o del protutore) dell'incapace.

## Oggetto della donazione
L'oggetto della donazione non può essere un bene futuro (art. 771 c.c.), mentre può essere costituito da tutti i beni presenti nel patrimonio (infatti, l'obbligo del donatario di prestare gli alimenti al donante supplisce adeguatamente lo stato di bisogno in cui quest'ultimo viene a trovarsi). In quest'ultima ipotesi (donazione universale) si fa riferimento ai singoli beni che compongono il patrimonio, essendo esclusa l'indeterminatezza dell'oggetto della donazione. Per quanto riguarda la donazione dell'azienda, invece, si deve fare riferimento, ai fini della determinazione dell'oggetto della donazione, non solo al valore dei beni che compongono l'azienda, bensì anche al valore dell'avviamento; l'azienda non è infatti concepibile come semplice insieme dei beni attraverso i quali l'imprenditore esercita l'impresa: questo insieme non sarebbe "azienda" se non si tenesse conto della sua potenzialità produttiva, peraltro connessa alle qualità personali dell'imprenditore.
Non è ammissibile, dato il divieto di donare beni futuri, la donazione di beni altrui. Secondo Andrea Torrente, la donazione di bene altrui, sebbene sia nulla per mancanza di un elemento essenziale del contratto, costituisce comunque titolo astrattamente idoneo a trasferire la proprietà (di beni mobili) ai sensi dell'art. 1153 c.c.
Se oggetto della donazione è una universalità patrimoniale, non si applica il divieto dell'art. 771 c.c. ai beni che si aggiungono all'universalità successivamente al perfezionamento del contratto di donazione, dal momento che questi beni rientrano nel concetto di unità funzionale o ideologica che è appunto tipico dell'universalità.
Se un contratto di donazione ha ad oggetto sia beni presenti sia beni futuri, la donazione è nulla soltanto rispetto a questi ultimi.

## La forma della donazione
Circa la forma, la donazione richiede sempre l'atto pubblico a pena di nullità (art. 782 c.c.), sia quando ha per oggetto immobili sia mobili, alla presenza di due testimoni: la ratio è far riflettere il donante sulla gravità della scelta che compie (tanto è vero che questa forma solenne non è richiesta per le donazioni di modico valore aventi ad oggetto beni mobili o immobili specifici*. La modicità del bene, va valutata anche in base alle condizioni economiche del donante).
Quando la donazione ha per oggetto beni mobili, l'atto deve contenere la specificazione del loro valore. Il valore dei beni mobili può risultare anche da nota a parte, purché sottoscritta dalle parti e dal notaio. Non è necessaria l'indicazione di eventuali pertinenze incluse nella donazione.
Se oggetto della donazione è una universitas, secondo la dottrina maggioritaria è sufficiente indicarne il valore complessivo.
Se oggetto della donazione è l'azienda, posta la rilevanza dell'avviamento, la specificazione dei beni che la compongono appare superflua: secondo Andrea Torrente conviene infatti specificare complessivamente il valore dell'azienda, incluso il valore di avviamento.
Anche gli elementi accidentali devono risultare dall'atto pubblico.
La donazione può avere per oggetto la nuda proprietà con riserva di usufrutto a vantaggio del donante.
La legge notarile impone la presenza di due testimoni; se l'accettazione della donazione non avviene contestualmente alla formulazione dell'offerta, deve pervenire al donante nelle forme della notificazione previste dal codice di procedura civile. Non è prevista la presenza dei testimoni per l'accettazione, se questa non è contestuale alla formulazione dell'offerta.
La donazione si perfeziona con l'accettazione. Fino al perfezionamento, è ammessa la revoca dell'offerta; è altresì ammessa la revoca tempestiva dell'accettazione, che costituisce certamente un atto recettizio. È ammessa l'irrevocabilità convenzionale dell'offerta.

### Donazione per valore modesto
La donazione di beni di modico valore (donazione manuale) è valida anche se manca l'atto pubblico (art.783 c.c.): in questa ipotesi, infatti, la donazione si perfeziona con la effettiva tradizione del bene.
Fuori del caso di dolo del donante, la dottrina si è posta la questione circa la tutela dell'affidamento del donatario con riferimento alla buona fede del donante: secondo Andrea Torrente, posto che la donazione, anche se modale, non è un contratto a prestazioni corrispettive, il donatario non ha alcun interesse negativo alla stipula del contratto in quanto non è tenuto ad attività esecutive anticipate. Ne consegue l'impossibilità di configurare una colpa in contraendo a carico del donante.
La legge in questo caso, non specifica chiaramente quale sia il valore considerato modesto, in quanto lo stesso varia a seconda delle disponibilità del donatore e del destinatario del bene.

## Elementi accidentali del contratto
La donazione può essere sottoposta a condizione. La condizione può essere sospensiva o risolutiva. Esempio di donazione sottoposta a condizione sospensiva è la donazione obnuziale.
Altra condizione che può afferire alla donazione è quella di reversibilità: è una condizione risolutiva, con la quale si stabilisce che i beni tornino al donante se il donatario o i suoi discendenti muoiano prima del donante. Il patto di reversibilità (art. 791 c.c.) deve risultare dal contratto e deve riguardare solamente il donante: il patto di reversibilità a favore di un terzo si considera non a posto. Se si verifica la condizione risolutiva di cui al patto di reversibilità, i beni oggetto di donazione devono tornare al donante con l'eccezione dei beni acquistati a titolo originario (cioè per usucapione).

### La donazione obnuziale
Sottoposta a condizione sospensiva mista è la donazione fatta con riguardo a un futuro matrimonio (obnuziale, art. 785 c.c.). In tal caso, poi, la donazione non è un contratto ma un atto unilaterale, quindi non è necessaria l'accettazione del donatario. La condizione è la celebrazione del matrimonio: la nullità del matrimonio fa cessare gli effetti della donazione con efficacia retroattiva (la separazione personale e il divorzio sono dunque irrilevanti, bensì rileva solo l'annullamento, ex art. 785, comma 2), eccezion fatta per il matrimonio putativo (lo scopo dell'eccezione è la tutela dei figli nati durante il matrimonio putativo).

### La donazione modale
È possibile gravare la donazione con un modus: esso limiterà l'arricchimento del donatario imponendogli l'esecuzione di una prestazione a vantaggio del donante o di soggetti terzi (art. 793 del codice civile). Il modus non può impoverire del tutto il vantaggio attribuito dalla donazione, altrimenti ne resterebbe travolta la stessa funzione del contratto qui in disamina; l'onere, infine, non è un corrispettivo dell'attribuzione (la donazione non è un contratto a prestazioni corrispettive).
In caso di inadempimento dell'onere per causa imputabile al donatario-debitore, il donante può agire per la risoluzione del contratto soltanto se la risoluzione è prevista nel contratto stesso; si tratta di un'ipotesi di impugnazione di negozio giuridico per una sopravvenuta circostanza. È esclusa la possibilità del risarcimento dei danni a favore del donante.
Se invece l'inadempimento dell'onere dipende da causa non imputabile al donatario-debitore, si ha semplicemente estinzione dell'obbligazione modale.
In concreto può non essere agevole determinare, di là dalle espressioni adoperate dalle parti, se il modus ridonda in un vero e proprio corrispettivo. Ipotesi di incerta qualificazione possono determinarsi quando la prestazione imposta al donatario sia comunque economicamente significativa: la corrispettività dovrebbe in ogni caso escludersi quando le due prestazioni hanno valori irriducibili l'uno all'altro, pur considerando le oscillazioni del mercato per la determinazione del valore di ognuna.
Le parti, possono tuttavia apporre la clausola di risoluzione della donazione per l'eventualità che il modus rimanga inadempiuto. In questo caso appare difficile negare (ma per una parte della dottrina questa conclusione non è condivisibile) che la donazione preveda prestazioni corrispettive tra loro: ne consegue che in simili ipotesi potrebbe ricorrere un negotium mixtum cum donatione.
Secondo Torrente è necessario fare riferimento non tanto all'entità dell'onere quanto piuttosto all'intenzione delle parti: se lo scopo che si intende realizzare mediante l'onere è preminente rispetto allo scopo di donazione, è evidente che non si è di fronte a una donazione, bensì a un altro negozio le cui norme specifiche dovranno materialmente prevalere su quelle della donazione, a prescindere dalla via formale scelta dalle parti.

## Inadempimento del contratto
Vista la gratuità del contratto, l'inadempimento del donante è regolato meno duramente rispetto a quello del comune debitore: il donante inadempiente risponde per dolo o colpa grave (art. 789 c.c.).
Analogamente la garanzia per l'evizione, per poter funzionare, deve essere espressamente promessa, altrimenti il donante risponde solo se è in dolo o, a prescindere dall'elemento soggettivo della responsabilità, se si tratta di donazione modale o rimuneratoria. In queste due ultime ipotesi, infatti, la legge impone la garanzia per l'evizione (art. 797 n. 3 c.c.): questa è dovuta fino alla concorrenza dell'ammontare degli oneri o dell'entità delle prestazioni ricevute dal donante.
Il donante risponde dei vizi della cosa solo in caso di apposito patto o di dolo.

## Invalidità
La disciplina dell'invalidità della donazione è più affine a quella del testamento che a quella del contratto. Così, come per il testamento, l'errore rende annullabile la donazione se il motivo risulta dall'atto ed è stato il solo che ha indotto a compiere la liberalità (art. 787 c.c.). Nelle norme generali, invece, il motivo illecito rileva quando ha avuto valore determinante ed esclusivo, ed è comune a entrambe le parti. Per donazione e testamento il codice è meno rigoroso, quindi è necessario che il motivo illecito (contrario a norme imperative, ordine pubblico o al buon costume) abbia avuto rilevanza esclusiva e determinante, ma non serve che sia comune a entrambe le parti: basta che risulti dall'atto (art. 788 c.c.).
La disciplina dell'invalidità della donazione per motivo determinante illecito ha massima importanza con riferimento alla donazione rimuneratoria: questa sarà invalida quando la rimunerazione è riferita a un fatto illecito (es: rimunerazione per omicidio). Sono in ogni caso punite come reato le remunerazioni a pubblici ufficiali e impiegati anche se riferite a atti di ufficio già compiuti (artt. 318 e 320 c.p.).
Anche per la donazione, come per il testamento, la nullità è sanabile e suscettibile di conferma, in deroga al generale divieto. L'art. 799 c.c. dispone che, indipendentemente dalla causa di nullità della donazione, gli eredi o gli aventi causa del donante non possono far valere la nullità di cui erano a conoscenza se, dopo la morte del donante, confermano la donazione o vi danno volontaria esecuzione. La conferma costituisce un separato negozio giuridico che è dunque sottoposto alle norme in materia di negozi giuridici: essa non potrà quindi essere illecita. L'originaria illiceità della donazione non travolge la successiva conferma: secondo la dottrina maggioritaria, l'unico aspetto di illiceità della donazione che sopravviverebbe alla morte del donante sarebbe quello relativo al buon costume (ma questa deduzione è divenuta teoricamente meno forte dopo l'abolizione dell'art. 31 delle preleggi). Per chi, come Andrea Torrente, aderisce a questa interpretazione sistematica, il contrasto di uno degli elementi della donazione con il buon costume impedirebbe comunque la successiva conferma.
Un atto di donazione può essere impugnato dagli eredi entro dieci anni dalla morte del donante.

## Revoca
La donazione, come ogni contratto, può sciogliersi solo per le cause previste dalla legge. In due casi ne è ammessa la revoca: ingratitudine del donatario e sopravvenienza di figli.
La revoca non è ammessa per le donazioni obnuziali e quelle remuneratorie.
La revoca è frutto di un'iniziativa unilaterale del donante, che ha infatti il diritto potestativo di togliere efficacia alla donazione nei casi previsti.
Diverso è il caso dell'azione revocatoria, la quale richiede la frode ai creditori, i quali sono i soli legittimati ad agire.
La sentenza che pronuncia la revocazione condanna il donatario alla restituzione dei beni: non pregiudica i terzi che hanno acquistato diritti sulla cosa donata prima della proposizione della domanda, fatti salvi gli effetti della trascrizione della domanda stessa.

## Tassazione
La sentenza numero 7442 della sezione tributaria della Corte di Cassazione, pubblicata il 24 marzo 2024, stabilisce che non sono soggette a tassazione le donazioni informali e indirette di modico valore (di importo inferiore a un milione di euro) che non siano soggette a obbligo di registrazione in atti pubblici punto nessuno un esempio le donazioni effettuate da un contribuente verso i congiunti, come la donazione di una casa, l'acquisto di una casa intestata a terzi con una propria somma di denaro ovvero un bonifico con una somma di denaro a favore di uno dei propri congiunti.

## Riferimenti normativi
- Art. 2 commi 47 e succ. del Decreto-legge 3 ottobre 2006, n. 262 - Disposizioni urgenti in materia tributaria e finanziaria.